# Salzkotten
Salzkotten is een stad en gemeente in de Duitse deelstaat Noordrijn-Westfalen, gelegen in de Kreis Paderborn. De gemeente telt 25.013 inwoners (31 december 2020) op een oppervlakte van 109,61 km².

## Stadsdelen

Ortsteile van Salzkotten

- Mantinghausen (1.100)
- Nierderntudorf (2.700)
- Oberntudorf (1.400)
- Salzkotten-stad (9.900)
- Scharmede (2.600)
- Schwelle, incl. de gehuchten Holsen, Holser Heide en Winkhausen (650)
- Thüle (Westfalen) (2.000)
- Upsprunge (1.900)
- Verlar (800)
- Verne (2.400)

Tussen haakjes het geschat aantal inwoners in 2015.

## Ligging, verkeer, vervoer

### Buurgemeenten
In de richting van de wijzers van de klok, beginnend in het noorden:
- Delbrück
- Paderborn, circa 8–10 km noordoostwaarts
- Borchen
- Bad Wünnenberg
- Büren (Westfalen), met de Wewelsburg
- Geseke
- Lippstadt, circa 19 km westwaarts

### Wegvervoer
De stad Salzkotten ligt aan de Bundesstraße 1, die hier het traject van de oude Westfaalse Hellweg volgt. Op circa 11 km noordoostwaarts, in de westelijke buitenwijken van Paderborn, bevindt zich afrit nr. 27 van de Autobahn A33. Op circa 10 km zuidwaarts, richting Büren, is afrit nr. 60 van de Autobahn A44.

### Openbaar vervoer

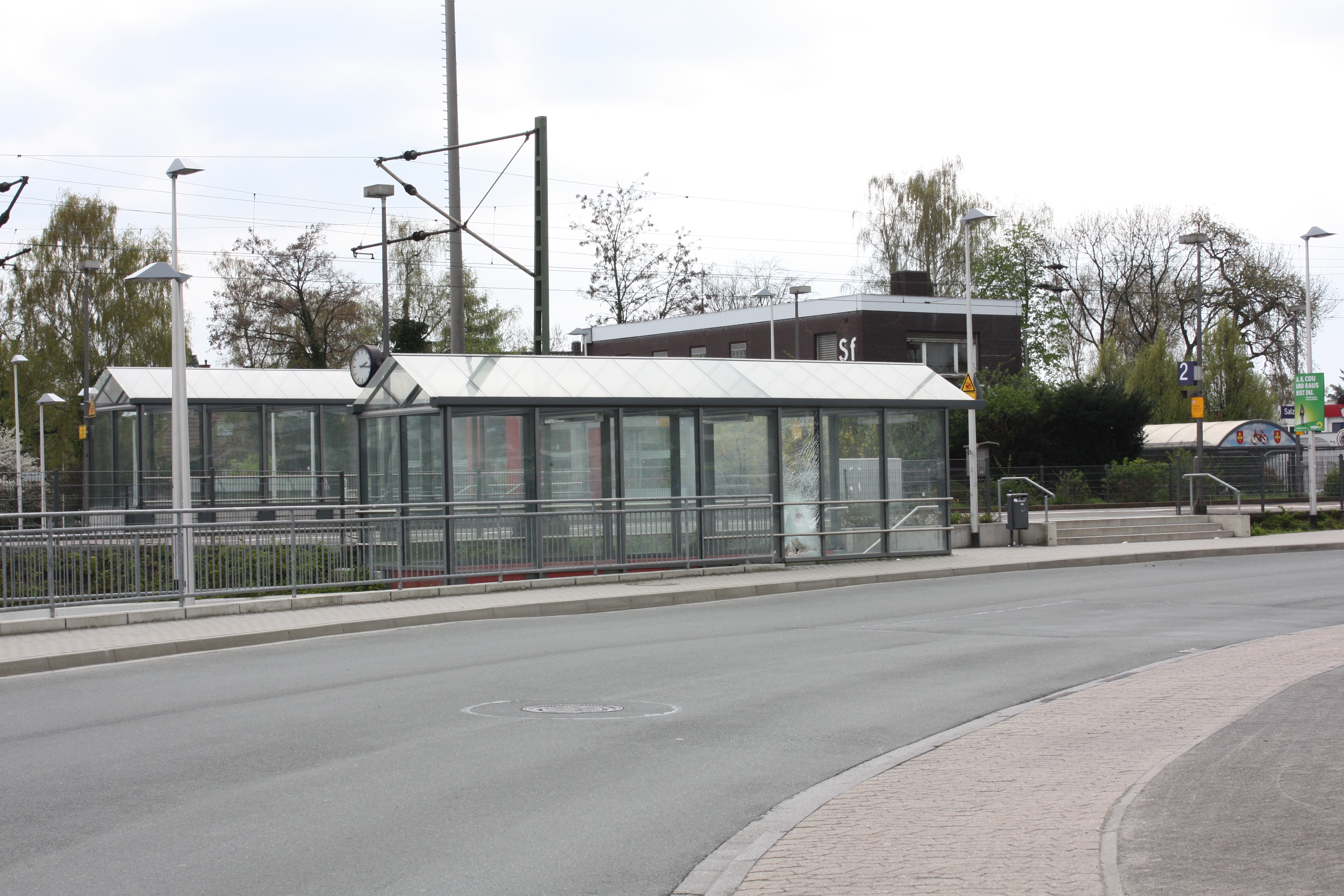
Station Salzkotten
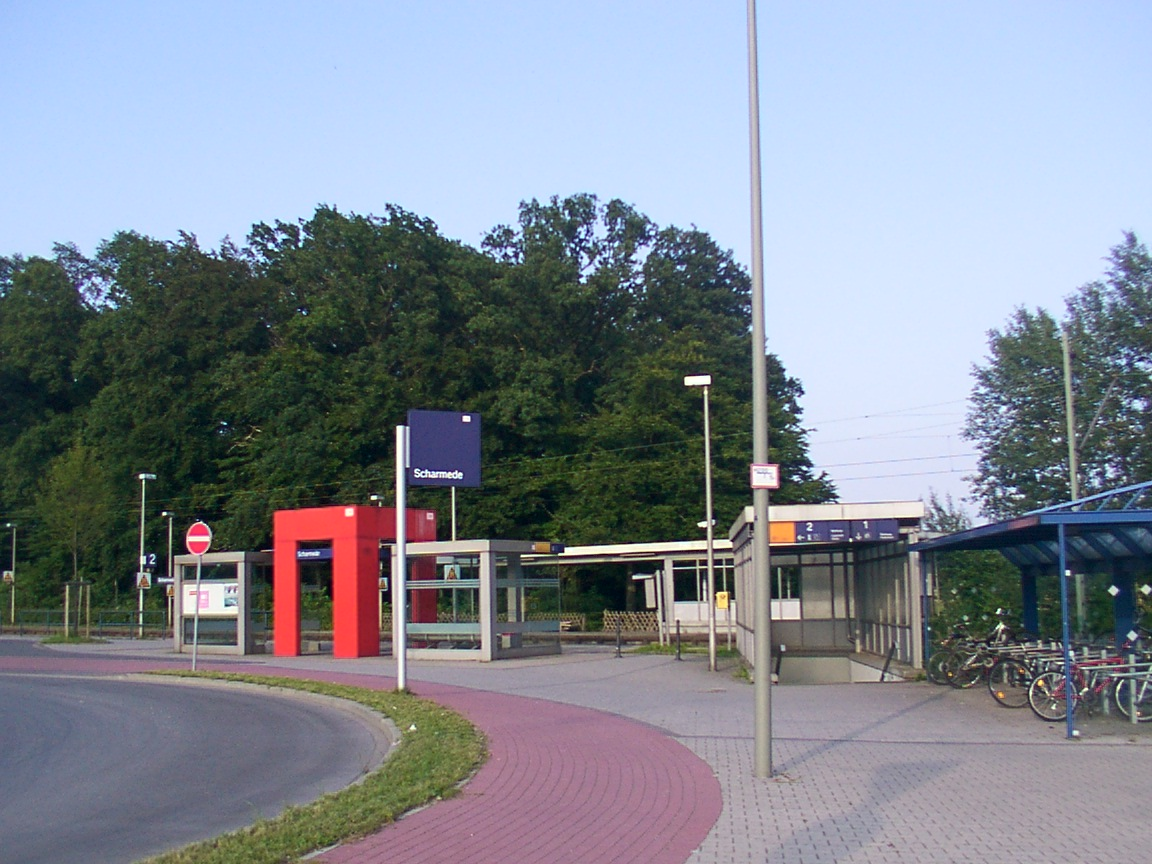
Station Scharmede

Salzkotten en Scharmede hebben stationnetjes aan het spoorlijntje Lippstadt-Paderborn, waar stoptreinen op dit traject ieder uur stoppen. Streekbussen rijden, vooral op werkdagen in de spitsuren regelmatig, naar Paderborn, Geseke en Büren en terug.

### Waterwegen
De Lippe stroomt door het uiterste noorden van de gemeente. Zij is hier niet bevaarbaar. Dat geldt ook voor diverse zijbeken van de Lippe, die door de gemeente lopen.

## Economie
- Handel en industrie: de stad heeft met name ondernemingen van midden- en kleinbedrijf. Van meer dan regionaal belang zijn een grote kledingzaak, die ook winkelpanden bezit en aan derden verhuurt; een handelsbedrijf in landbouwwerktuigen; een brood- en banketfabriek; een bedrijf, dat speciale, tegen ontploffingen bestand zijnde, stalen vaten maakt, die in chemische laboratoria worden gebruikt.
- Dienstensector: De stad heeft een eigen, rooms-katholiek, ziekenhuis.

## Geschiedenis

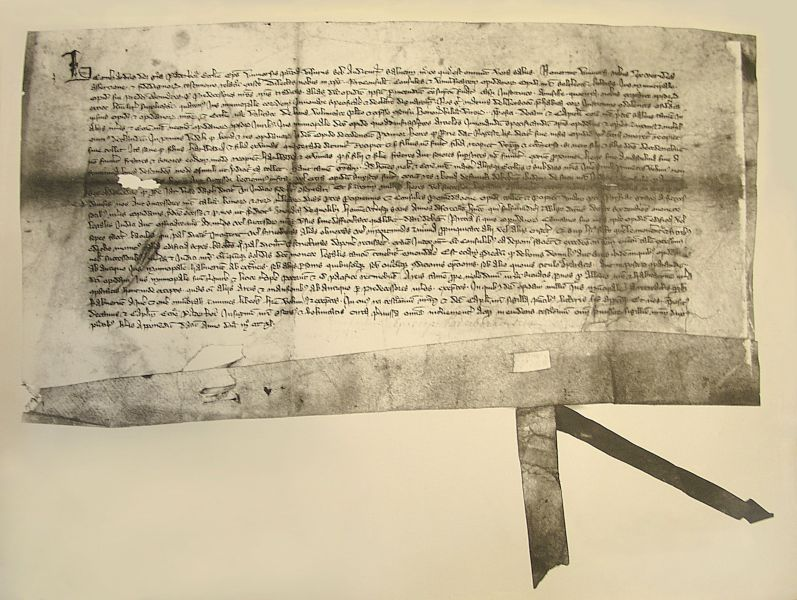
Oorkonde uit 1340 waarin aan Salzkotten stadsrecht wordt verleend
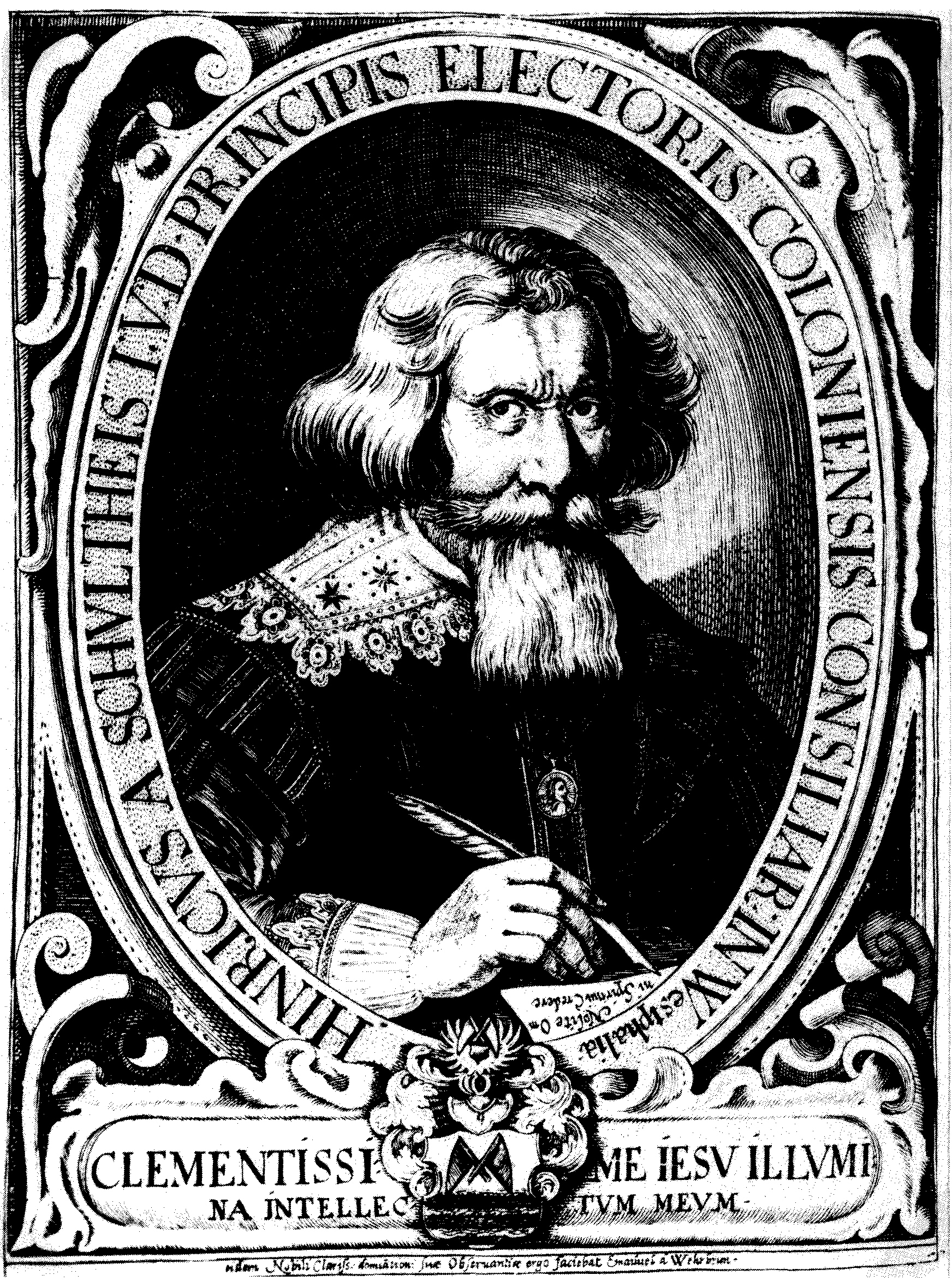
Heinrich von Schultheiß, heksenjager, in 1580 in Salzkotten geboren
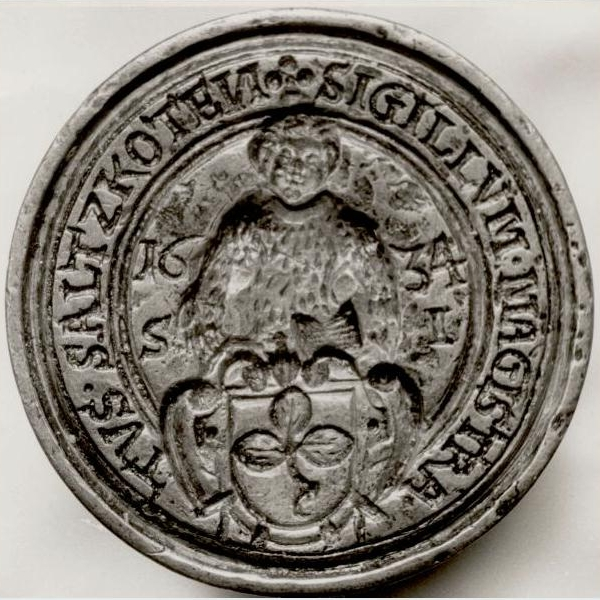
Stadszegel uit 1634
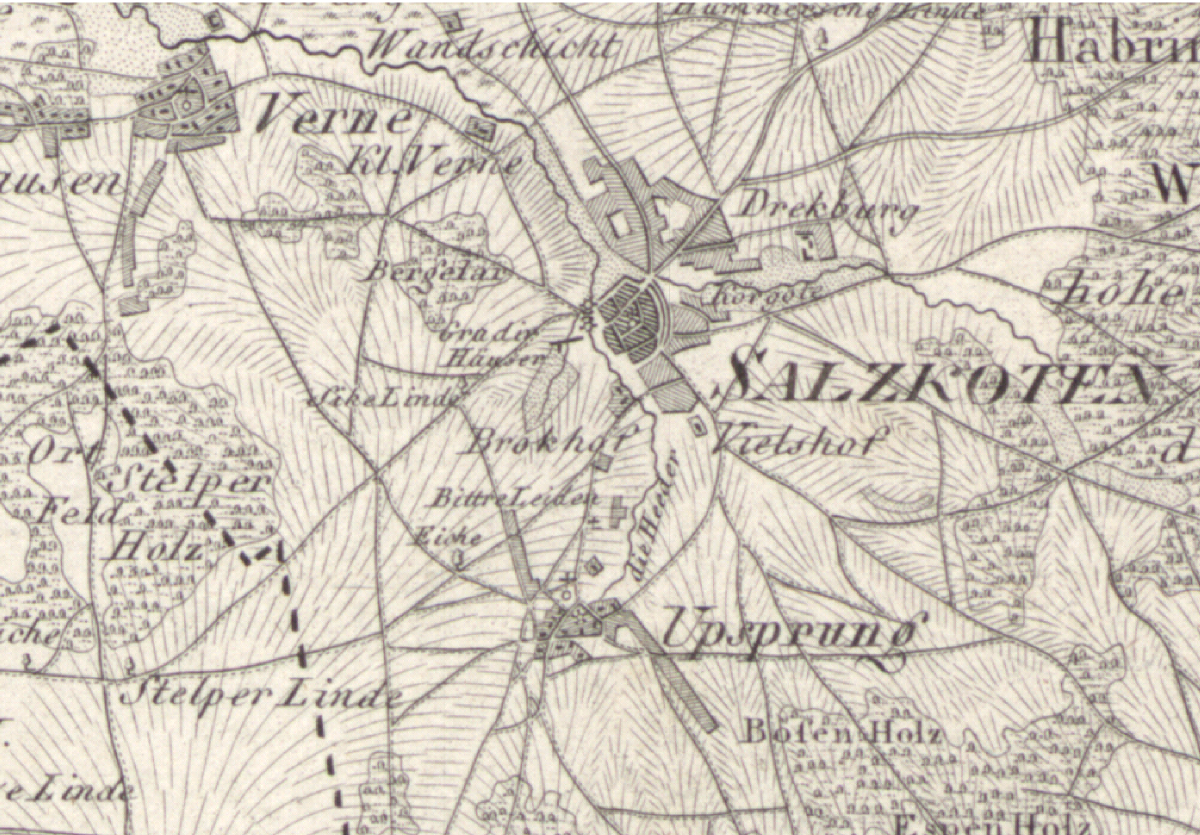
Salzkotten op een landkaart uit 1805

De plaats ligt aan de Westfaalse hellweg, een meer dan duizend jaar oude handelsroute. De in 1160 reeds in een document vermelde zoutwinning in Salinen was de belangrijkste inkomstenbron van het stadje, dat aan die nijverheid ook zijn naam dankt.
In 1340 verkreeg Salzkotten stadsrechten. Van de middeleeuwen tot aan de Napoleontische tijd deelde het de geschiedkundige lotgevallen van het Prinsbisdom Paderborn. Een gevolg hiervan is dat tot op de huidige dag de overgrote meerderheid van de christenen in Salzkotten rooms-katholiek is. In 1633 tijdens de Dertigjarige Oorlog werd de stad geheel platgebrand na een succesvolle belegering.
In de jaren zestig en zeventig van de 20e eeuw werden in het kader van stadsvernieuwingen de meeste historische vakwerkhuizen van het stadje gesloopt.  In 1975 werden de om de stad heen liggende dorpen (nu Stadtteile, zie hierboven) in het kader van een gemeentelijke herindeling bij de stad Salzkotten gevoegd.

## Bezienswaardigheden
- Het bij de gemeente behorende dorp Verne is reeds sinds de middeleeuwen een belangrijk Maria-bedevaartsoord. In 1220 werd een Gnadenbild vervaardigd met daarin enige relieken. Dit bevindt zich in de 13e-eeuwse Sint-Bartholomeüskerk, die in de 17e, 18e  en vroege 20e eeuw ingrijpend verbouwd is.
- De Johanniskirche (Sint-Johannes-de-Doperkerk, eigenlijk: Sint-Jan-de-Doper Onthoofding) in het stadscentrum is 13e-eeuws, werd in 1633 zwaar beschadigd, maar spoedig gerestaureerd; in het interieur bezienswaardig barokaltaar
- Enige kleine musea:
  - Streekmuseum in de voormalige meisjesschool
  - Politiemuseum in het oude stationsgebouw
  - Hof Westermeier, stadsdeel Scharmede: museum met historische fietsen en landbouwwerktuigen.
- Een klein aantal oude vakwerkhuizen in de oude binnenstad is voor de slopershamer gespaard gebleven.
- Van de middeleeuwse stadsomwalling zijn enkele stukken muur, twee torens en één stadspoort bewaard gebleven.

## Partnergemeenten
- Belleville , Frankrijk
- Brüssow, Duitsland
- Seefeld in Tirol , Oostenrijk
- Bystřice pod Hostýnem , Tsjechië
- vanuit Scharmede: Cerisy-la-Forêt ,Frankrijk
- vanuit Verlar: Cartigny-l’Épinay, Frankrijk.

## Belangrijke personen in relatie tot de gemeente

### Geboren
- Heinrich von Schultheiß (1580 te Scharmede –1646), een van de beruchtste heksenvervolgers van Duitsland in de 17e eeuw
- Adolf Ludwig Winkelmann (* 26 maart 1887 in Salzkotten; † 1 februari 1947 in Hamburg), berucht SS-arts in Concentratiekamp Ravensbrück

### Overigen
- Alexander Nübel (Paderborn, 30 september 1996), voetbaldoelman, woonde als kleine jongen in de gemeente Salzkotten en leerde er in een plaatselijke amateurvoetbalclub keepen

## Afbeeldingen

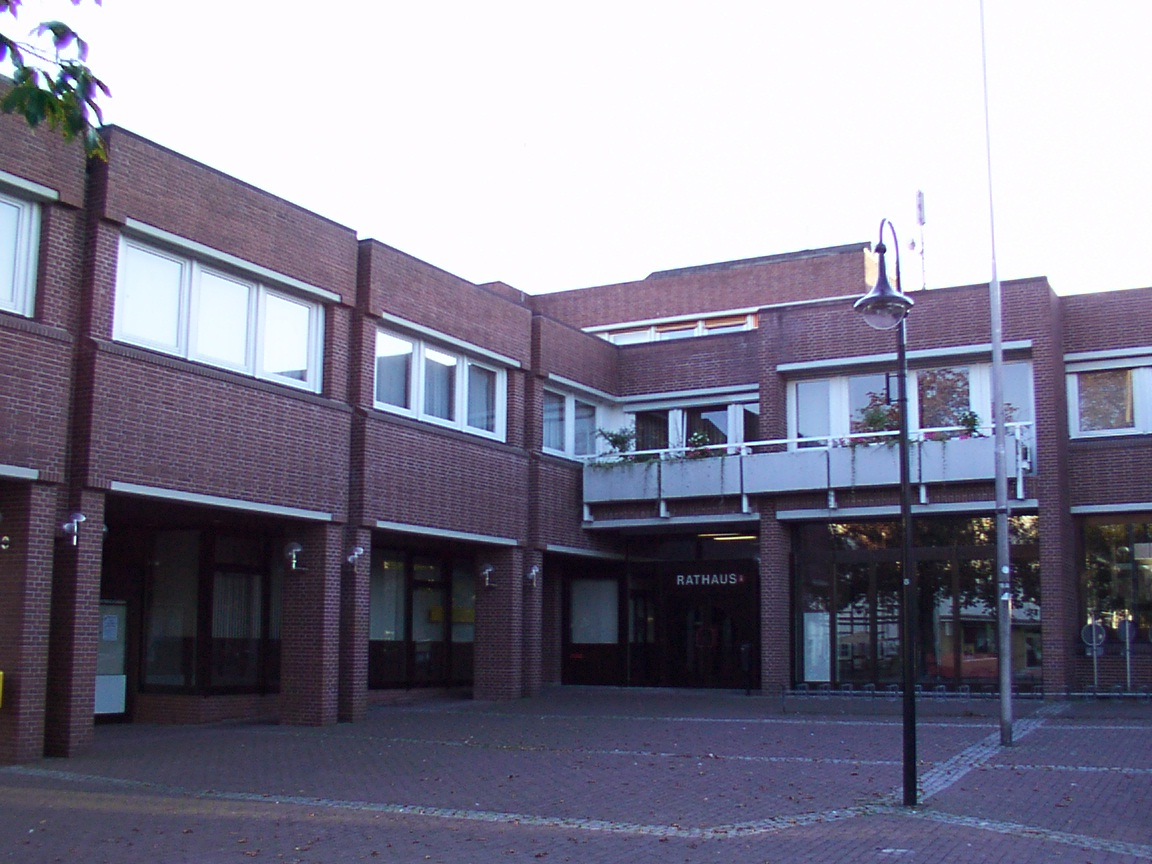
Het nieuwe stadhuis
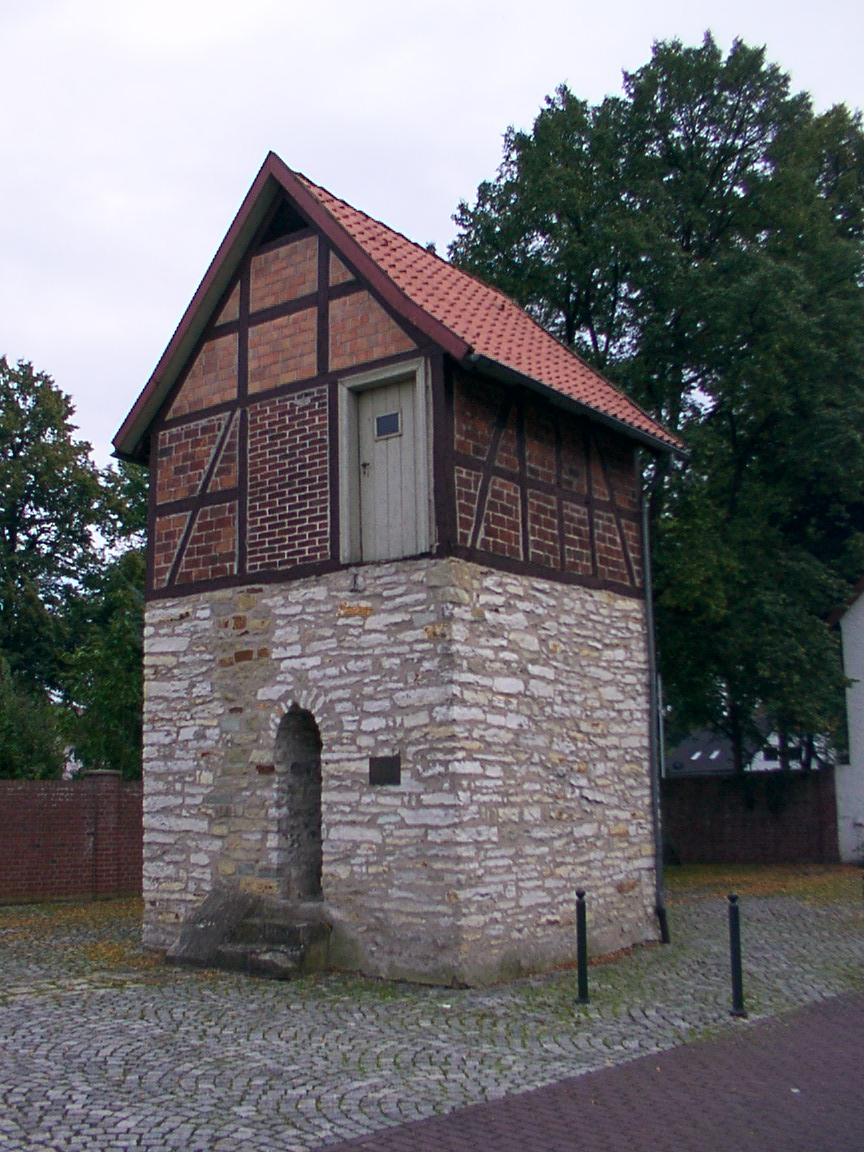
Hexenturm (heksentoren)
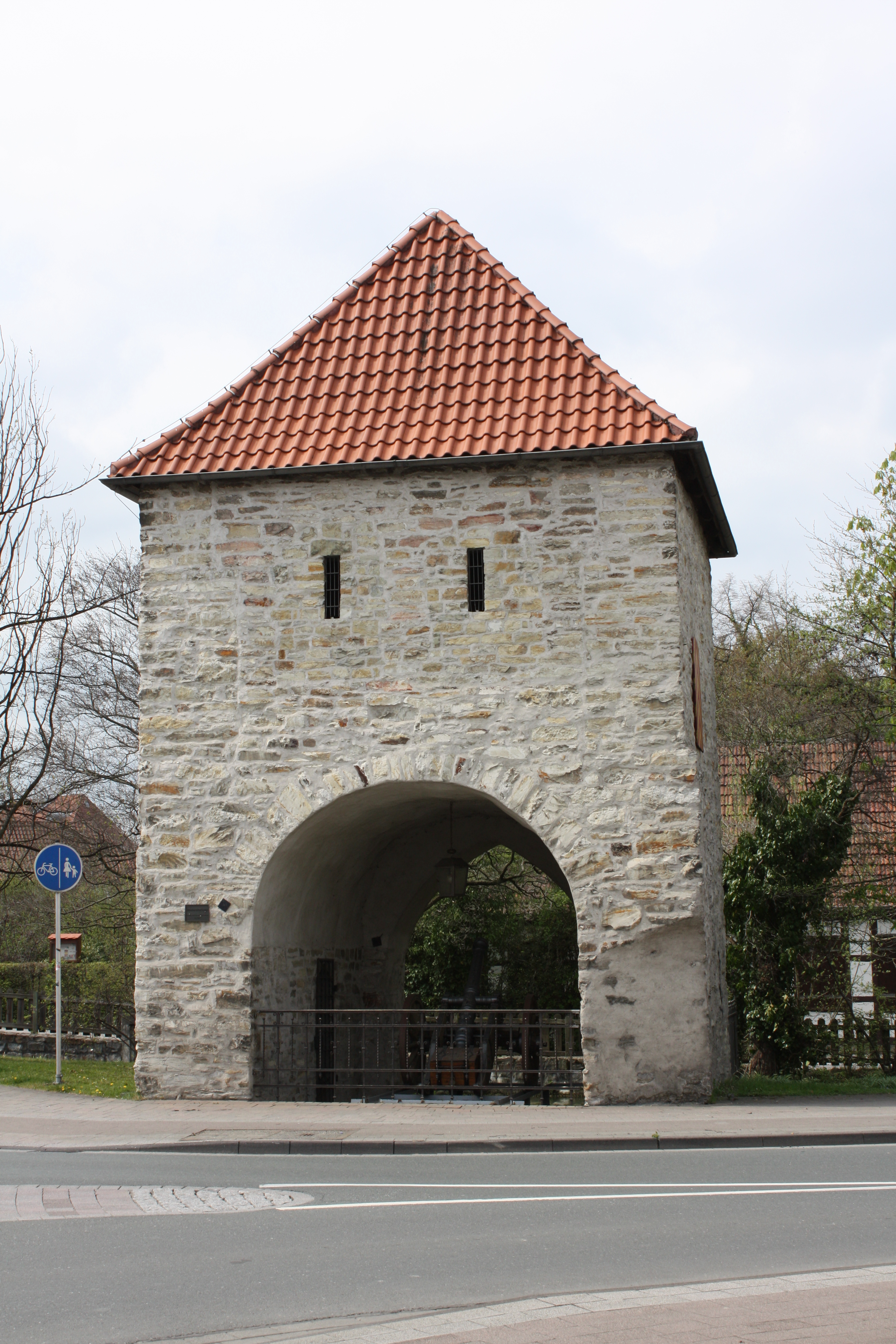
Stadspoort Westerntor
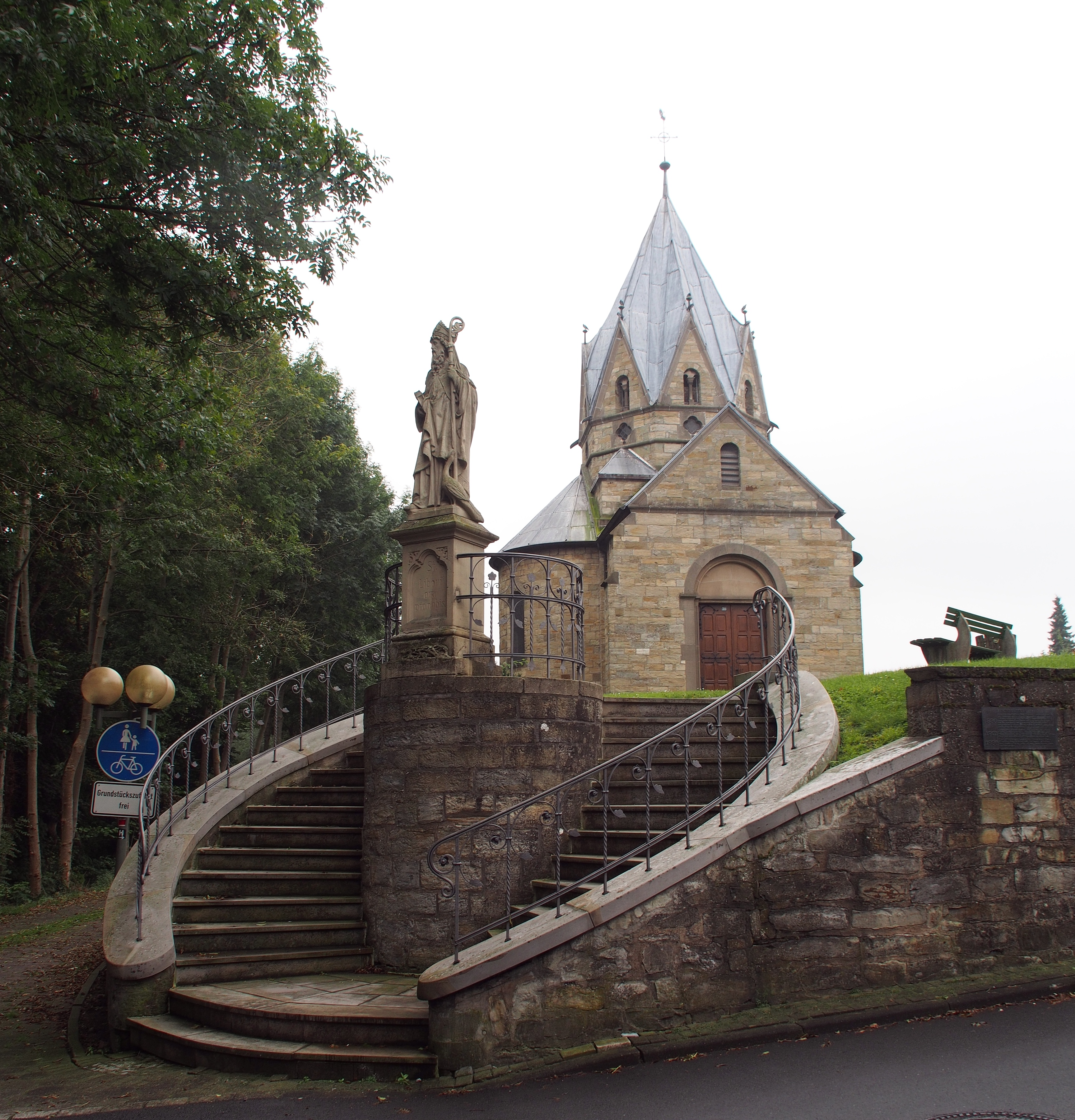
Kapel en beeld Sint Liborius
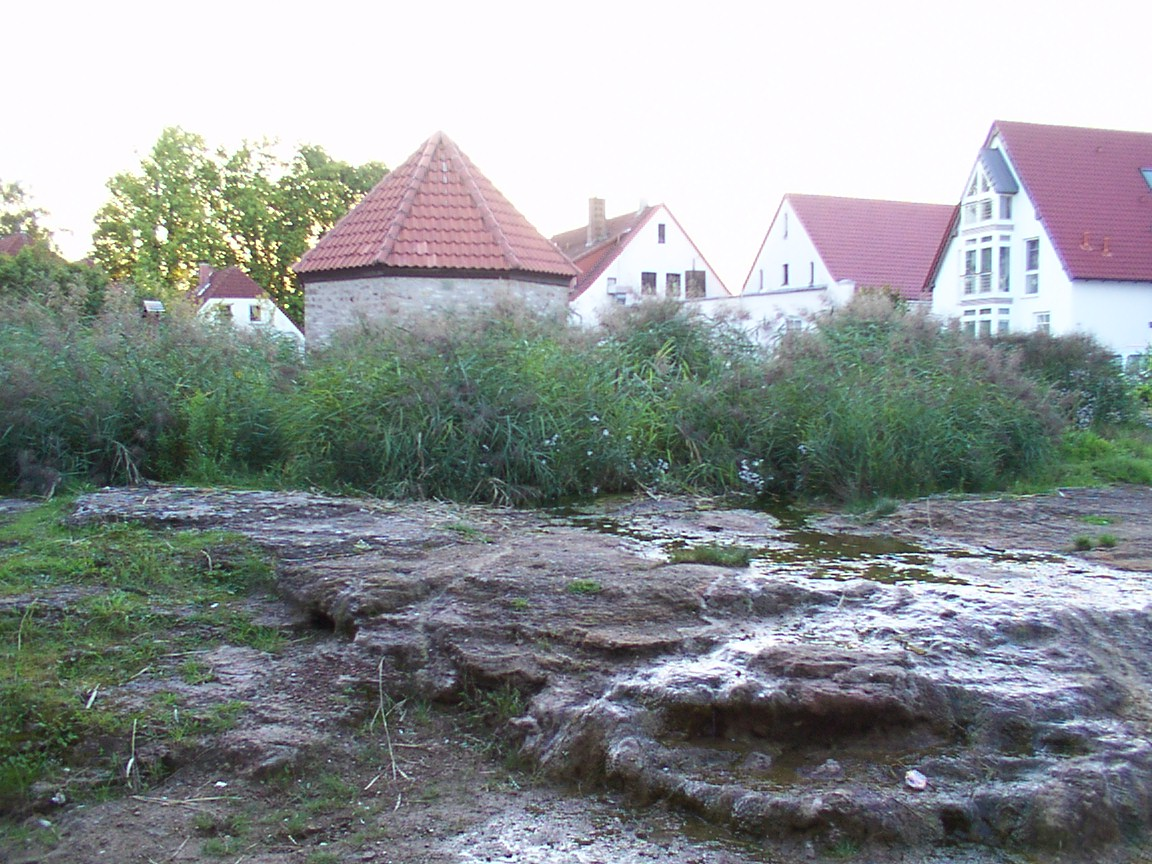
Kalksinterafzetting Kütfelsen met bronhuisje, in het stadscentrum
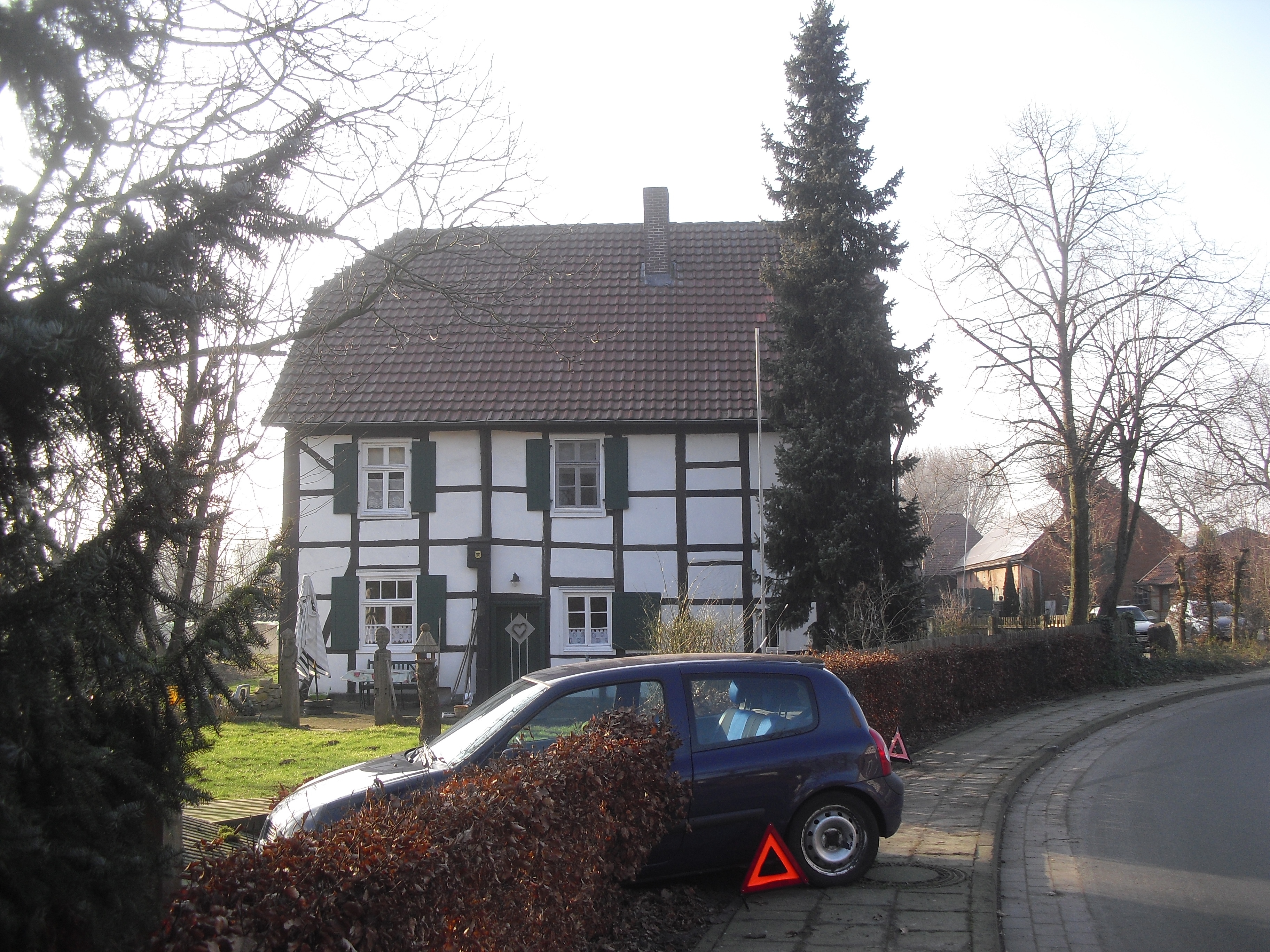
Mantinghausen, 18e-eeuwse pastorie
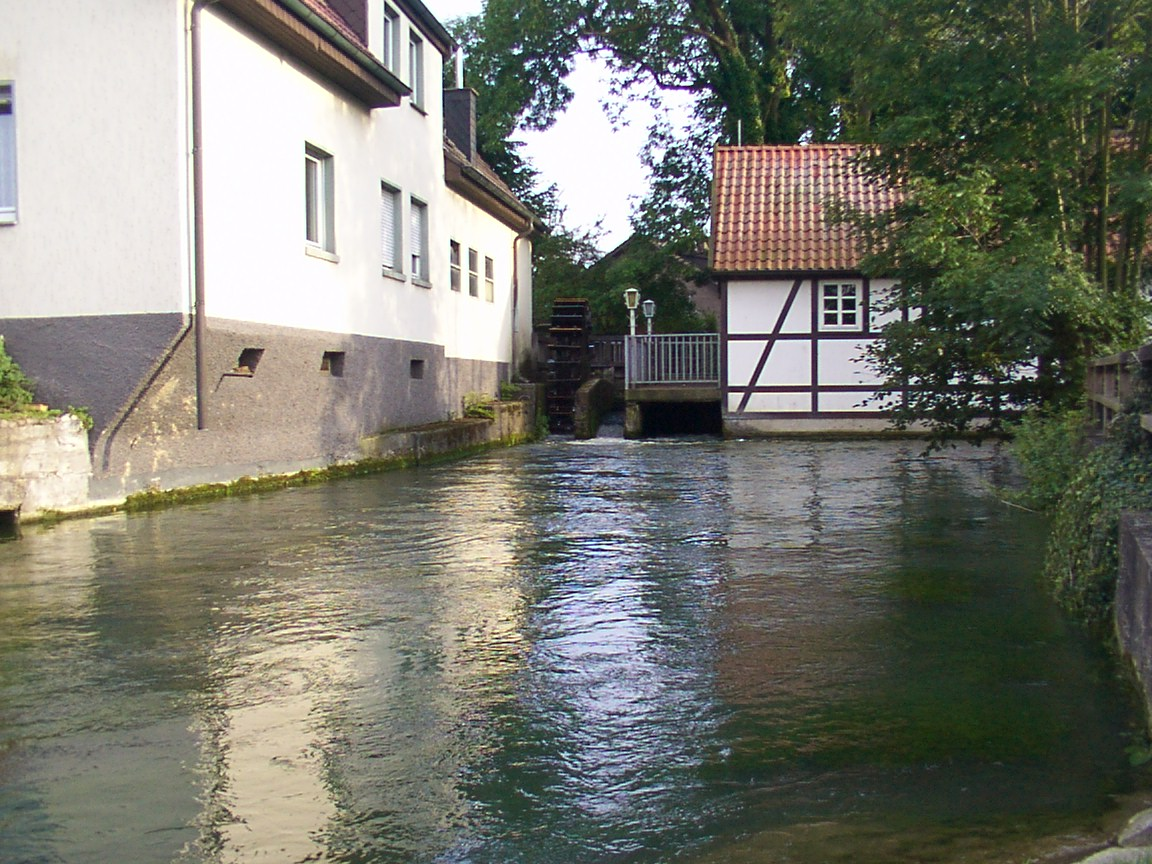
Upsprunge, watermolen op de Heder "Buckemühle"
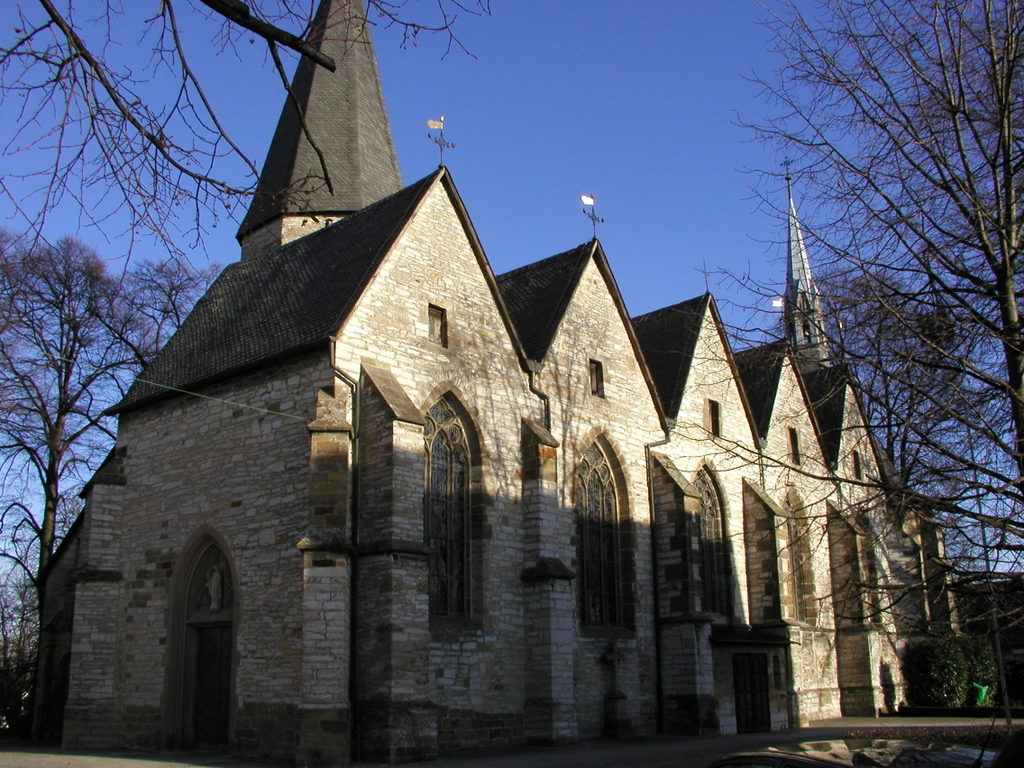
Sint-Bartholomeüskerk, Verne
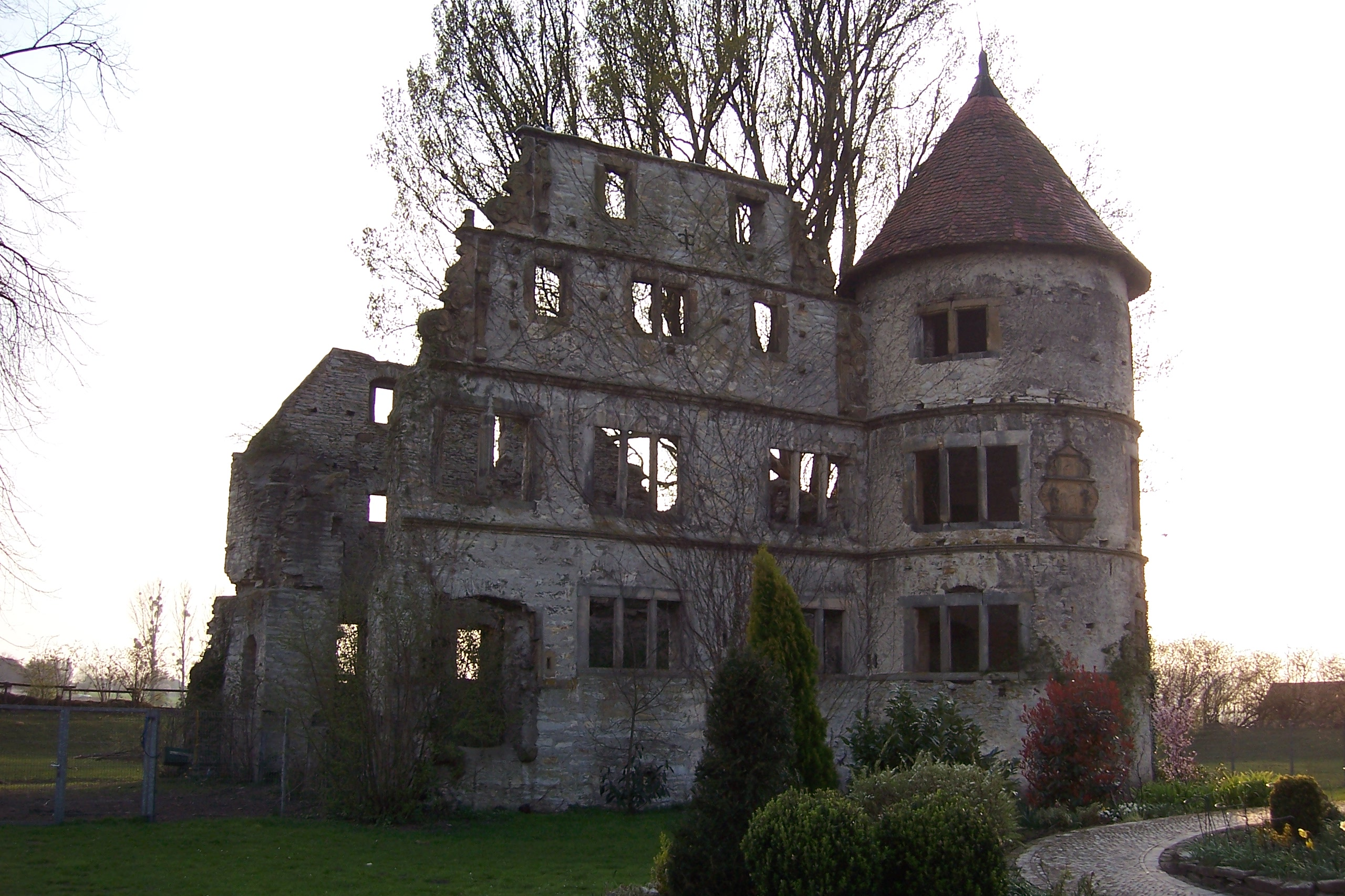
Verne, ruïne kasteel Vernaburg

Altenbeken · Bad Lippspringe · Bad Wünnenberg · Borchen · Büren · Delbrück · Hövelhof · Lichtenau · Paderborn · Salzkotten